# Kevin Schade
Kevin Schade (* 27. November 2001 in Potsdam) ist ein deutscher Fußballspieler. Der Flügelspieler und Stürmer steht beim FC Brentford unter Vertrag und ist Spieler der A-Nationalmannschaft.

## Karriere

### Im Verein
Schade wurde in der brandenburgischen Landeshauptstadt Potsdam als Sohn eines nigerianischen Vaters und einer deutschen Mutter geboren und begann 2008 im Stadtteil Babelsberg das Fußballspielen beim SV Babelsberg 03. Dort durchlief er viele Jugendmannschaften, ehe er sich 2014 der Jugendmannschaft von Energie Cottbus anschloss, die bis zum Ende der Saison 2013/14 noch in der 2. Bundesliga aktiv waren. Dort durchlief er weitere Jugendmannschaften und war 2017/18 Stammspieler der Cottbusser Mannschaft in der B-Junioren-Bundesliga Nord/Nordost. Dabei konnte er in 23 Einsätzen 7 Tore erzielen. Nach Saisonende wechselte Schade gegen eine Ablösesumme ins Nachwuchsleistungszentrum des SC Freiburg. Dort wurde er in der folgenden Saison auf Anhieb Stammspieler der U-19 in der A-Junioren-Bundesliga Süd/Südwest. Er erzielte in 25 Spielen erneut 7 Treffer. Von 2019 bis 2020 besuchte er die Max Weber-Schule in Freiburg. Auch in der Saison 2019/20 blieb er der U-19 der Freiburger bis zum Saisonabbruch im März aufgrund der COVID-19-Pandemie noch größtenteils erhalten. Daneben wurde er Teil des erweiterten Kaders der zweiten Mannschaft in der viertklassigen Regionalliga Südwest. So kam er zu Saisonbeginn viermal für die Herrenmannschaft zum Einsatz, sein Debüt gab er bei der 0:2-Niederlage gegen den Bahlinger SC am 27. Juli 2019. In der Saison 2020/21 wurde er schließlich fester Bestandteil und Stammspieler der zweiten Mannschaft in der Regionalliga. Dabei konnte er in 26 Partien 8 Tore erzielen, wurde allerdings durch Verletzungen ausgebremst. Nichtsdestotrotz verhalf er seiner Mannschaft in dieser Saison zur Meisterschaft in der Regionalliga Südwest und zum damit verbundenen Aufstieg in die 3. Liga. Im Herbst 2020 stand er zudem unter Christian Streich zwei Mal in der Bundesliga im Spieltagskader, ohne eingewechselt zu werden.
Zu Beginn der Saison 2021/22 wurde Schade von Streich in die erste Mannschaft befördert. Bereits in der Vorsaison stand er zweimal im Spieltagskader, kam jedoch zu keinem Einsatz. Sein Profidebüt gab er allerdings für die zweite Mannschaft in der 3. Liga am 13. August 2021 bei der 2:5-Niederlage gegen die zweite Mannschaft von Borussia Dortmund, bei der er beide Freiburger Treffer erzielen konnte. In der Bundesliga lief Schade erstmals beim 2:1-Heimsieg gegen Borussia Dortmund am 2. Spieltag derselben Saison auf. Von da an kam er regelmäßig in der Bundesliga zum Einsatz, konnte sich jedoch nicht als Stammspieler etablieren. Am 5. Dezember 2021 gelang ihm schließlich beim 6:0-Sieg gegen Borussia Mönchengladbach sein erstes Tor in der Liga. Daneben konnte er in der Partie einen weiteren Treffer von Maximilian Eggestein vorbereiten. Im März 2022 zog sich Schade eine Bauchmuskelverletzung zu, wegen der er die restliche Saison verletzt verpasste. So kam er in der Saison auf insgesamt 21 Einsätze, von denen er bei sieben in der Startformation stand, und konnte dabei vier Tore erzielen.
Auch zu Beginn der Saison 2022/23 wurde Schade noch von der Bauchmuskelverletzung ausgebremst. So verpasste er die Saisonvorbereitung und die ersten Ligaspiele. Sein Comeback gab er schließlich am 11. September 2022 beim 0:0-Unentschieden gegen Borussia Mönchengladbach. Allerdings konnte er sich nach überstandener Verletzung nicht gegen die auf den Außenbahnen gesetzten Spieler Ritsu Doan und Vincenzo Grifo durchsetzen und blieb Rotationsspieler. Da Freiburg sich für die Europa League qualifiziert hatte, kam Schade am 15. September 2022 beim 3:0-Sieg gegen Olympiakos Piräus zu seinem internationalen Debüt, einen Monat später traf er beim 4:0-Auswärtssieg über den FC Nantes nach Einwechslung zum 3:0.
Anfang Januar 2023 wechselte Schade in die Premier League zum FC Brentford. Er wurde zunächst bis zum Ende der Saison 2022/23 ausgeliehen, jedoch wurde bereits ein anschließender fester Transfer samt Vertrag bis zum 30. Juni 2028 ausgehandelt, womit er zum Rekordtransfer des FC Brentford wurde. Er debütierte für seinen neuen Verein am 14. Januar 2023 beim 2:0-Sieg gegen den AFC Bournemouth, bei dem er ein der 82. Spielminute für Ivan Toney eingewechselt wurde. In der folgenden Restsaison kam er für seinen neuen Verein regelmäßig zum Einsatz, teilweise in der Startformation und teilweise als Einwechselspieler. Allerdings konnte er selbst kein Tor erzielen, jedoch eines vorbereiten. Am dritten Spieltag der Saison 2023/24 gelang ihm schließlich gegen Crystal Palace sein erstes Tor für den neuen Verein. Er stand noch zwei weitere Spiele in der Startelf, bevor er aufgrund einer Adduktorenverletzung über ein halbes Jahr lang ausfiel.

### Nationalmannschaft
Im Mai 2019 wurde Schade erstmals für die U-18-Nationalmannschaft nominiert und gab am 14. Mai 2019 beim 3:0-Sieg im Freundschaftsspiel gegen Belgien sein Debüt, bei dem er in der 62. Spielminute für Aurel Loubongo eingewechselt wurde und kurze Zeit später auch direkt ein Tor erzielen konnte. Im selben Jahr wurde Schade in den Kader der U-19-Nationalmannschaft berufen und kam in mehreren Spielen zum Einsatz, unter anderem konnte er beim 9:2-Sieg am 12. Oktober 2019 gegen die Auswahl aus Belarus drei Tore erzielen. Im September 2020 wurde Schade außerdem in den Kader der U-20-Nationalmannschaft berufen und kam für diese insgesamt in fünf Partien zum Einsatz. Im Oktober 2021 wurde er von Trainer Antonio Di Salvo erstmals für den Kader der U-21-Nationalmannschaft nominiert. Er debütierte sowohl in der Startelf als auch als Torschütze beim 3:2-Heimsieg gegen die U-21-Nationalmannschaft Israels am 7. Oktober 2021 im Rahmen der Qualifikation für die Europameisterschaft 2023. Beim 5:1-Sieg gegen die U-21-Nationalmannschaft Ungarns drei Tage später konnte er ebenfalls überzeugen: Neben zwei eigenen Treffern konnte er zwei weitere Tore, je eines von Malik Tillman und Tom Krauß, vorbereiten. In der Folge wurde er allerdings wegen seiner Bauchmuskelverletzung nicht mehr nominiert, ehe er im November 2022 in die Mannschaft zurückkehrte. Im Juni 2023 nahm er mit der U21 an der U-21-Europameisterschaft 2023 in Rumänien und Georgien Teil, schied jedoch als Titelverteidiger nach einem Unentschieden gegen Israel und zwei Niederlagen gegen Tschechien und England nach der Vorrunde aus dem Turnier aus. Schade hat dabei alle drei Spiele über die komplette Distanz absolviert. Anschließend war er aus Altersgründen nicht mehr für die U21 spielberechtigt.
Für die Länderspiele gegen Peru und Belgien wurde Kevin Schade im März 2023 von Bundestrainer Hansi Flick erstmals in den Kader der A-Nationalmannschaft einberufen. Am 25. März 2023 debütierte er in Mainz beim 2:0-Sieg im Länderspiel gegen die Nationalmannschaft Perus mit Einwechslung in der 75. Minute für Kai Havertz.

## Familie
Mit zwei älteren Schwestern wuchs Schade bei seiner Mutter auf.

## Titel
- Meister der Regionalliga Südwest und Aufstieg in die 3. Liga: 2021